# Departamento Minas (Córdoba)
Minas es un departamento ubicado en la provincia de Córdoba (Argentina). Limita al norte con el  Departamento Cruz del Eje al sur con el  Departamento Pocho
Para los fines catastrales el departamento se divide en 4 pedanías: La Argentina, Ciénaga del Coro, Guasapampa y San Carlos Minas.
Minas es atravesada por un solo río, el Río Jaime con algunos arroyos afluentes provenientes de las sierras. También, en el departamento se encuentra el Dique Pichanas (1966-1978). Hasta sus límites con la provincia de La Rioja (Argentina) se extiende el  parque nacional Traslasierra.

## Historia
En el siglo XVII lo que hoy constituye el departamento Minas era parte del curato de Pocho con cabecera principal en la parroquia de Salsacate. 
Por entonces, la principal actividad económica era la cría de mulas por encargo de los establecimientos jesuíticos.
La zona sur del departamento en aquel siglo unido al distrito administrativo y eclesiástico de Pocho pertenecía a la antigua estancia de San Juan de Dios con su cabecera alrededor del pueblo de Las Palmas siendo su propietario Don Juan de Oviedo quien fuera además el principal promotor de la construcción de la hoy histórica capilla de Las Palmas. 
Posteriores subdivisiones de las estancias y otorgamiento de mercedes reales a nuevos propietarios generaron las estancias de la Yerba Buena, el Mayorazgo de Totox en el Sur, el de Chancaní y Pinas en el valle bajo del Oeste (pasando a denominarse distrito del Monte) y al norte la antigua merced de Auti dio lugar al distrito de Guasapampa y El Coro. 
Esta última con epicentro en el pueblo que se formó alrededor de la capilla homónima dando lugar a las poblaciones hoy existentes, el este del departamento formó el distrito de Sancala pueblo que se encontraba al sur de lo que es hoy San Carlos Minas con jurisdicción sobre Sauce de los Quevedos, sierra de Paredes y Ciénaga de Britos hasta las cumbres de las sierras grandes.
La prosperidad alcanzada por aquellos primeros colonos generó un fuerte interés poblacional en el siglo XVIII sobre todo de inmigrantes vascos que impulsaron establecimientos de molienda de harina de trigo, como así también el fomento de la cría de hacienda vacuna.
Por la misma época, también comienza con la extracción de minerales de los abundantes y ricos yacimientos argentíferos del distrito de Cacapichi en proximidades de la localidad de La Argentina, como la mina "La Compañía" y alrededores del cerro "del Rosario", y "Agua Blanca" más al sur, actividad que en sus comienzos fue impulsada por la orden jesuita.
Esta actividad minera tuvo su impulso mayor mediante el establecimiento de hornos y plantas de beneficio de la galena argentifera lo que generó la radicación de empresarios de origen francés. 
Posteriormente se comienza la explotación del distrito del "Guaico" un poco más al norte.
Consta que para el año 1828 estaban construidos los hornos del trapiche de Ojo de Agua de Totox propiedad de los Roque hermanos, desde el cual salían los lingotes de plata principalmente y aunque en menor cantidad de oro, para la acuñación en la casa de la moneda de Córdoba y la Rioja, fabricándose municiones con el plomo residual resultante del beneficio de la galena.  
Establecimientos que fueron ampliados y modernizados por el año 1850 llegando a ocupar más de 200 operarios en forma directa en los hornos, más otro tanto indirectamente para la provisión de leña que los alimentaban, tiempos en los cuales se genera la división administrativa de Minas como parte del antiguo departamento de Pocho con cabecera en el pueblo de San Carlos el que comienza con la construcción de su parroquia. 
En este mismo siglo XIX el departamento fue escenario principal de las guerras entre unitarios y federales, la proximidad a la provincia de la Rioja, cabecera del movimiento federal al mando de Juan Facundo Quiroga, hizo que la zona fuera campo abierto a las invasiones de los bandos de éste como también de los unitarios al mando del General Paz.
Aun así consta que para el primer censo nacional de 1869 el departamento fuera uno de los más poblados de la provincia, situación que se repite en 1895, tiempos en los cuales la construcción de las líneas férreas en otros lugares, como así también la baja de minerales, las sequías sin precedentes y un cambio en la política general del país, que dejó de lado el sistema productivo ganadero, generaron un éxodo poblacional hacia otros distritos haciendo hoy el departamento menos poblado de la provincia concentrando su importancia en los pueblos de San Carlos y Ciénaga del Coro.
Los minerales que tiene en abundancia este departamento serrano, atrajeron el interés de los conquistadores, que penetraron para explorar el lugar.

## Elecciones Legislativas Nacionales 2021
El partido oficialista, Hacemos por Córdoba obtuvo el 47% de los votos. Siendo uno de los 4 departamentos donde ganó el partido de gobierno, además de San Javier, Tulumba y Río Seco.
Juntos por el Cambio, en tanto  obtuvo el 27% de los votos. Por último el Frente de Todos obtuvo el 8% de los votos.

## Elección de Gobernador y legisladores 2023
Obtuvo un resultado ganador, muy ajustado, el candidato Llaryora para gobernador. Los legisladores electos son Cristian Frías y Miriam Cuenca.

## Población
Según el censo del INDEC de 2022 el departamento cuenta con una población de 4.892.
| Gráfica de evolución demográfica de Departamento Sobremonte entre 1980 y 2022 |
|                                                                               |
| Fuente: censos nacionales del INDEC                                           |

En el año 2025, se observa una similitud de los habitantes cercanos a los 5000 habitantes, una explicación es la emigración de los jóvenes en busca de una mejor perspectiva económica, resultado por el abandono de las políticas gubernamentales.

## Sismicidad
La región posee sismicidad media; y sus últimas expresiones se produjeron:
- 22 de septiembre de 1908 (116 años), a las 17.00 UTC-3, con 6,5 Richter, escala de Mercalli VII; ubicación 30°30′0″S 64°30′0″O / -30.50000, -64.50000; profundidad: 100 km ; produjo daños en Deán Funes, Cruz del Eje y Soto, provincia de Córdoba, y en el sur de las provincias de Santiago del Estero, La Rioja y Catamarca.

- 16 de enero de 1947 (78 años), a las 2.37 UTC-3, con una magnitud aproximadamente de 5,5 en la escala de Richter (terremoto de Córdoba de 1947)[5]

- 28 de marzo de 1955 (70 años), a las 6.20 UTC-3 con 6,9 Richter: además de la gravedad física del fenómeno se unió el desconocimiento absoluto de la población a estos eventos recurrentes (terremoto de Villa Giardino de 1955)

- 7 de septiembre de 2004 (20 años), a las 8.53 UTC-3 con 4,1 Richter

- 25 de diciembre de 2009 (15 años), a las 21.42 UTC-3 con 4,0 Richter

- Media sismicidad con 5,5 Richter, hace 78 años, otro de mayor cimbronazo hace 116 años por el terremoto de Cruz del Eje 1908 con 6,5 Richter.